# Betrayal (Metal-Band)
Betrayal war eine US-amerikanische Metal-Band aus Van Nuys, Kalifornien, die im Jahr 1989 gegründet wurde, sich 1993 auflöste und 2000 neu gegründet wurde.

## Geschichte
Die Band wurde im Jahr 1989 als christliches Thrash-Metal-Projekt von Sänger Chris Ackerman, den Gitarristen Marcus L. Colon und Matt Maners, Bassist Jeff Lain und Schlagzeuger Brian Meuse gegründet. Im Jahr 1991 folgte das Debütalbum Renaissance by Death über Wonderland Records. Bei demselben Label folgte im Jahr 1993 das zweite Album The Passing, worauf Gitarrist Bob McCue und Schlagzeuger Jeff Mason als neue Mitglieder zu hören waren. Die Band löste sich daraufhin im Oktober desselben Jahres auf. Colon und Maners traten später Deliverance bei.
Marcus L. Colon belebte im Jahr 2000 die Band als Soloprojekt wieder und veröffentlichte das Album Leaving Nevermore, wobei es sich hierbei nun um ein Industrial- und Gothic-Metal-Projekt handelte. Im Jahr 2002 folgte mit In Remembrance of Me das nächste Album.

## Stil
Die Band spielte anfangs technisch anspruchsvollen Thrash Metal, der mit dem von Death Angel vergleichbar ist. Die Inhalte der Lieder waren christlich geprägt. Seit ihrer Wiedervereinigung spielt die Band eine Mischung aus Industrial- und Gothic-Metal, wobei auch moderne Einflüsse aus dem Rock verarbeitet werden.

## Diskografie
- 1989: Reviling Darkness (Demo, Eigenveröffentlichung)
- 1991: Renaissance by Death (Album, Wonderland Records)
- 1992: Fear Be Gone (Single, Wonderland Records)
- 1993: The Passing (Album, Wonderland Records)
- 2000: Leaving Nevermore (Album, Black and White Records)
- 2001: The Passing of Time (Kompilation, Black and White Records)
- 2003: In Remembrance of Me (Album, Black and White Records)